# Elaphropus monticola
Elaphropus monticola är en skalbaggsart som beskrevs av Thomas Casey. Elaphropus monticola ingår i släktet Elaphropus och familjen jordlöpare. Inga underarter finns listade i Catalogue of Life.